# Eteone filiformis
Eteone filiformis är en ringmaskart som beskrevs av Hartmann-Schröder 1980. Eteone filiformis ingår i släktet Eteone och familjen Phyllodocidae. Inga underarter finns listade i Catalogue of Life.